# صدف‌های حلقه‌ای
صدف‌های حلقه‌ای (نام علمی: Hippuritoida) نام یک راسته از زیررده ناجوردندانگان است.